# Aristoteles Poulimenos
Aristoteles Poulimenos (* 1883) war ein griechischer Autor, der sich in der Europabewegung engagierte.

## Schriften
- Die soziale Frage in Neu-Griechenland, Leipzig 1914
- Deutschlands Sieg, Leipzig 1915
- „Europas Frieden!“, Dresden 1917
- Vereinigte Staaten Europas, Berlin 1927
- Europäische Politik, Leipzig 1929
- Macht und Recht, Leipzig 1930
- Durch Geist zur Macht, Leipzig 1930

| Personendaten    | Personendaten           |
| ---------------- | ----------------------- |
| NAME             | Poulimenos, Aristoteles |
| KURZBESCHREIBUNG | griechischer Autor      |
| GEBURTSDATUM     | 1883                    |
| STERBEDATUM      | 20. Jahrhundert         |